# Opius nkuliensis
Opius nkuliensis är en stekelart som beskrevs av Fischer 1974. Opius nkuliensis ingår i släktet Opius och familjen bracksteklar. Inga underarter finns listade i Catalogue of Life.